# ÖBB 1293 sorozat
Az ÖBB 1293 sorozat az Osztrák Szövetségi Vasutak (ÖBB) négytengelyes, Bo'Bo' tengelyelrendezésű, a Siemens Vectron családba tartozó, univerzális villamosmozdonya. Ezek az összetettebb ÖBB 1216 sorozat utódai. A mozdonyok négyféle áramrendszert ismernek (15 kV, 16,7 Hz váltakozó áram, 25 kV 50 Hz váltakozó áram, 1,5 kV egyenáram és 3 kV egyenáram), így az európai normál nyomtávolságú vasúti fővonali hálózaton minden felsővezetéki feszültség alatt használhatók. 

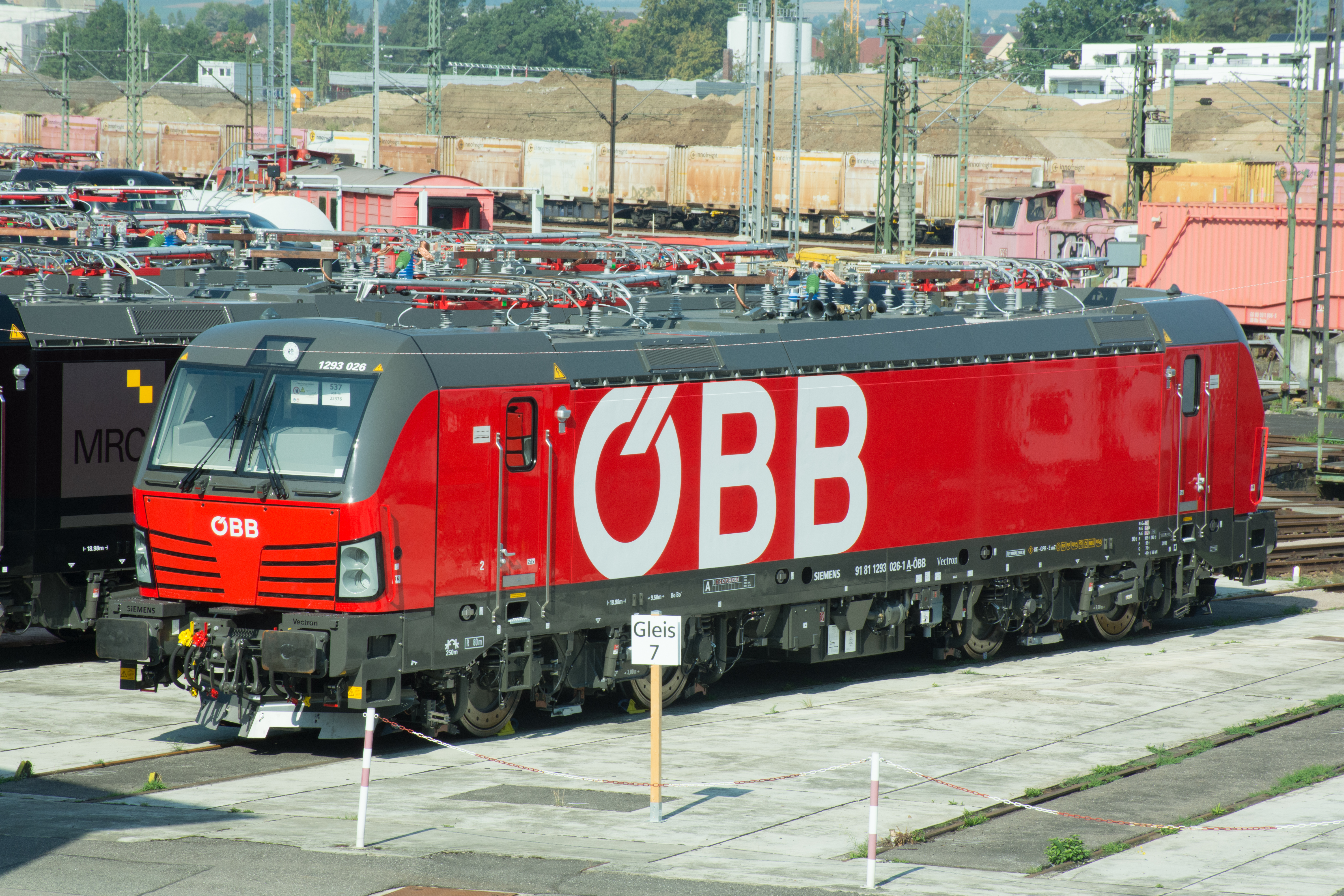
1293 026 Regensburgban

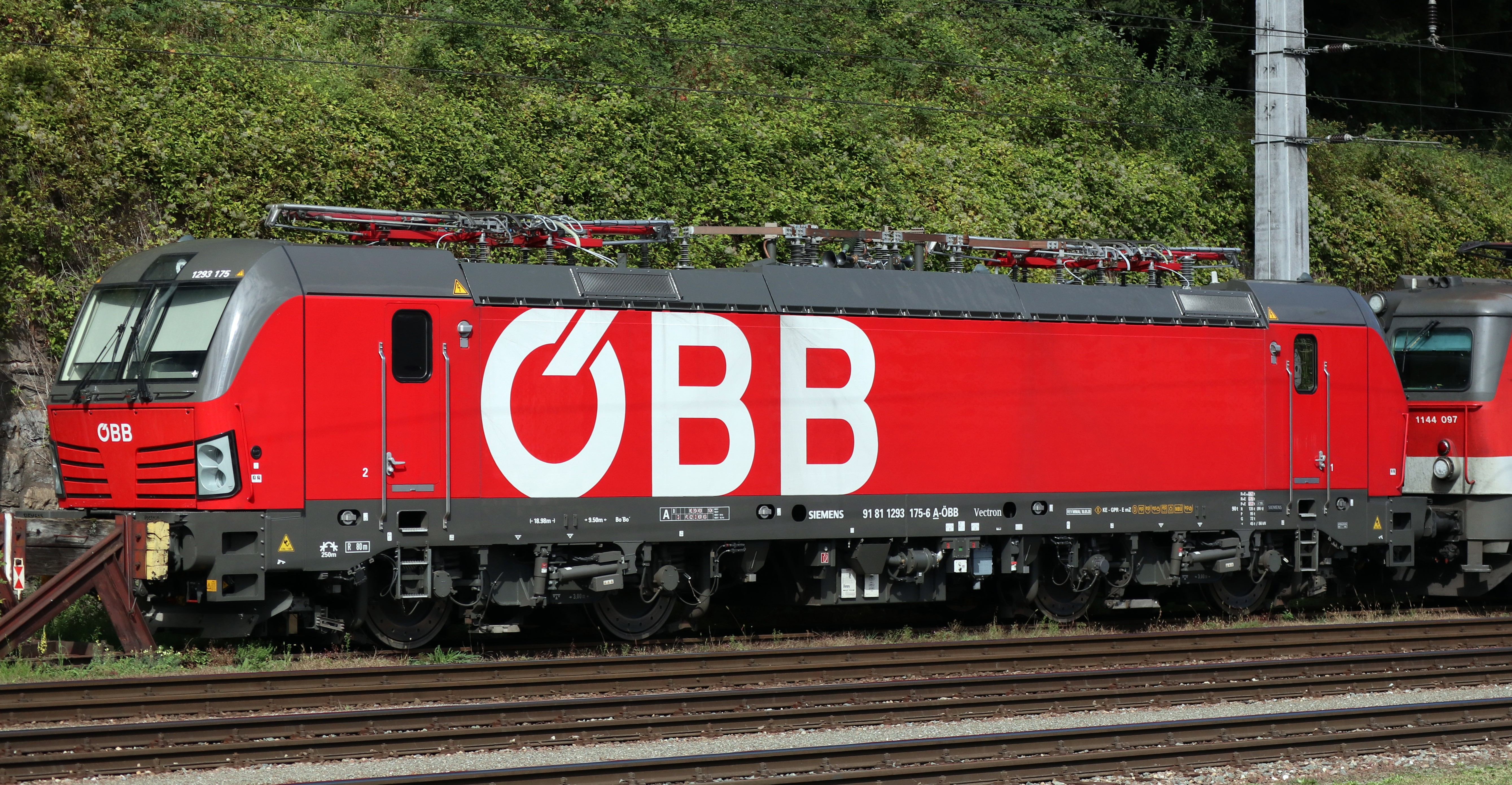
1293 175, egy mozdony az utolsó sorozatból, módosított országkonfigurációban

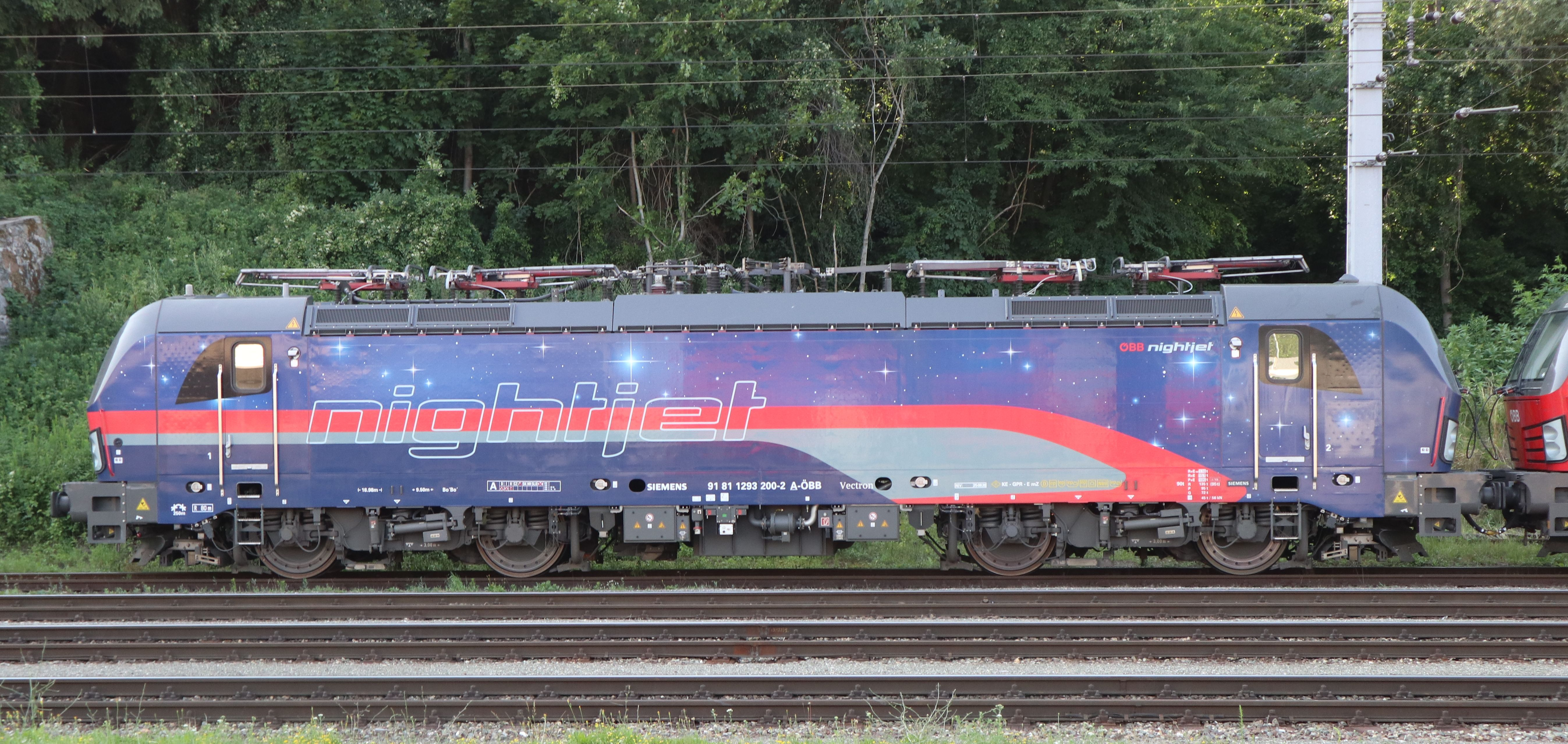
Egy mozdony a Nightjet festéssel

## Története
2017 januárjában az Osztrák Szövetségi Vasutak és a Siemens Mobility keretmegállapodást írt alá legfeljebb 200 mozdony beszerzéséről. A keretmegállapodás értelmében az ÖBB legfeljebb 100 váltakozó áramú mozdonyt, 50 váltakozó áramú mozdonyt kiegészítő dízelgenerátorral a tolatási szolgáltatásokhoz és 50 többáramnemű mozdonyt (MS) rendelhet. A mozdonyok a Siemens müncheni üzemében készülnek, a forgóvázak pedig Grazban. Az első járművek üzembe helyezése 2018 közepén kezdődött.
Amellett, hogy a bérelt mozdonyokat saját mozdonyokkal váltja fel, a mozdonyok üzembe helyezésével tovább csökkent a ÖBB 1142 sorozatú és az ÖBB 1144 sorozatú mozdonyok száma.
A 2017-ben aláírt keretmegállapodás a következő megállapodást tartalmazta: 
| Típus                                       | Mennyiség | Lehívott |
| ------------------------------------------- | --------- | -------- |
| Vectron MS                                  | 50        | 123+     |
| Vectron AC                                  | 100       |          |
| Vectron AC dízelmotoros tolatási üzemmóddal | 50        |          |

## Technika
A mozdonyok teljesítménye 6400 kW, ha váltakozó feszültséggel működnek, 6000 kW egyenfeszültséggel, és akár 90 tonna tömegűek, ami négy tengelyre elosztva 22,5 tonnás tengelyterhelést eredményez. A mozdonyokat a túlnyomórészt teherszállításban való használatuk miatt eredetileg 160 km/h sebességre engedélyezték.
A mozdonyokat aktív kígyózásgátlóval szerelték fel, hogy javítsák az íves vonalakon való futási jellemzőket. A 1016-os,  1116-os és  1216-os sorozatú "Taurus" mozdonyok rugós féktengelyű, nagy teljesítményű hajtását a kisebb sebességek miatt mellőzték. Ennek egyik külsőleg felismerhető következménye, hogy a mozdonyokat tárcsafékkel szerelték fel.

## Felhasználás

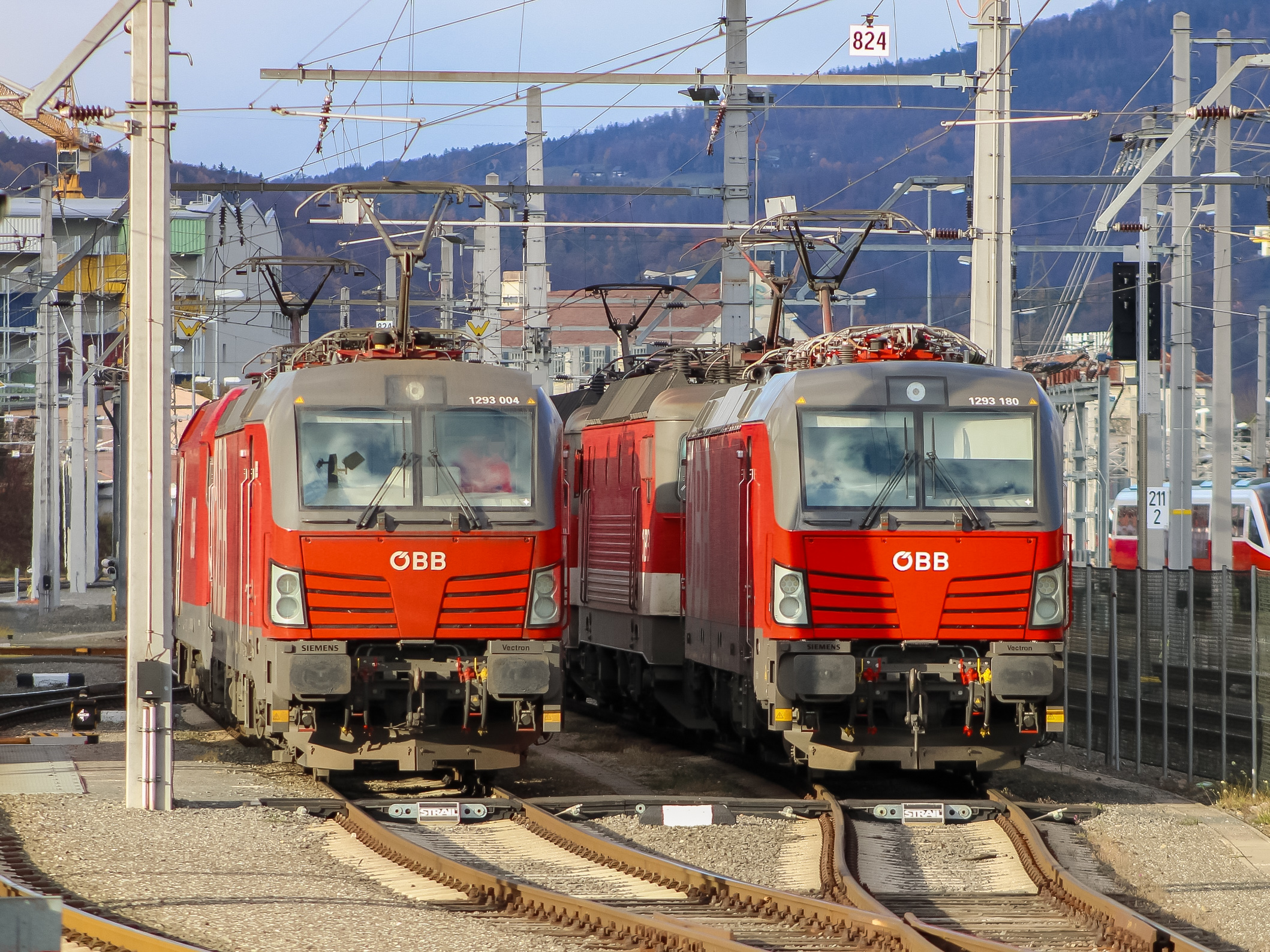
1293 004 és 180 Graz Hauptbahnhofon

Az 1293-asokat elsősorban a Rail Cargo Austria (RCA) teherszállító leányvállalat fogja használni, lehetővé téve a határokon átnyúló, különböző felsővezeték-feszültségű és vonatbefolyásoló rendszerű teherszállítást.
2019-ben és 2020-ban az 1216-os sorozatú mozdonyokat nagyrészt az 1293-as sorozatúakkal váltották fel az Olaszországba és Csehországba irányuló külföldi áruszállítási műveletekhez, és a bérmozdonyok többségét is visszaszolgáltatták. Ezek a járatok Innsbruckból, Villachból és Bécsből indulnak a szomszédos országokba.

## Alcsoportjai
A 200 gépre vonatkozó keretszerződésből 2023-ig öt részletben 123 darabot adtak át az ÖBB-nek. Egy további részletet 2024 végéig kell átadni. Ezek a járművek a következőkre oszlanak:
| -tól     | -ig      | Lehívva | Darabszám | Országcsomag                     | Átadás                                    |
| -------- | -------- | ------- | --------- | -------------------------------- | ----------------------------------------- |
| 1293 001 | 1293 030 | 2017    | 30        | A/D/I/H/CZ/PL/SK/HR/SLO          |                                           |
| 1293 031 | 1293 047 | 2018    | 17        | A/D/I/H/CZ/PL/SK/HR/SLO          |                                           |
| 1293 048 | 1293 080 | 2019    | 33        | A/D/I/H/CZ/PL/SK/HR/SLO          |                                           |
| 1293 173 | 1293 200 | 2019    | 28        | A/D/CZ/PL/SK/H/RO/BG/HR/SRB/NL/B |                                           |
| 1293 081 | 1293 085 | 2021    | 5         | A/D/I/H/CZ/PL/SK/HR/SLO          |                                           |
| 1293 086 | 1293 095 | 2022    | 10        | A/D/I/H/CZ/PL/SK/HR/SLO          | 1293.095 2023. december 20-án leszállítva |
|          |          | 05.2023 | 33–38 ?   | A/D/I/H/CZ/PL/SK/HR/SLO          | A tervek szerint 2024. december 31-ig     |

Az 1293 036-os mozdonytól kezdődően a mozdonyok új, hosszabb csúszófokozatokkal ellátott ütközőgerendákkal vannak felszerelve.

## Lásd még
- Osztrák mozdonyok és motorvonatok listája